# Municipio de Lane (condado de Smith)
El municipio de Lane (en inglés: Lane Township) es un municipio ubicado en el condado de Smith en el estado estadounidense de Kansas. En el año 2010 tenía una población de 117 habitantes y una densidad poblacional de 1,26 personas por km².

## Geografía
El municipio de Lane se encuentra ubicado en las coordenadas 39°47′8″N 98°53′56″O / 39.78556, -98.89889. Según la Oficina del Censo de los Estados Unidos, el municipio tiene una superficie total de 92.84 km², de la cual 92,8 km² corresponden a tierra firme y (0,04 %) 0,03 km² es agua.

## Demografía
Según el censo de 2010, había 117 personas residiendo en el municipio de Lane. La densidad de población era de 1,26 hab./km². De los 117 habitantes, el municipio de Lane estaba compuesto por el 94,02 % blancos y el 5,98 % eran de una mezcla de razas. Del total de la población el 0 % eran hispanos o latinos de cualquier raza.